# Kruhljanski Rajon
Kruhljanski Rajon (vitryska: Круглянскі Раён, ryska: Круглянский район) är ett distrikt i Belarus.   Det ligger i voblasten Mahiljoŭs voblast, i den nordöstra delen av landet, 140 km öster om huvudstaden Minsk.